# Sylvia Rivera

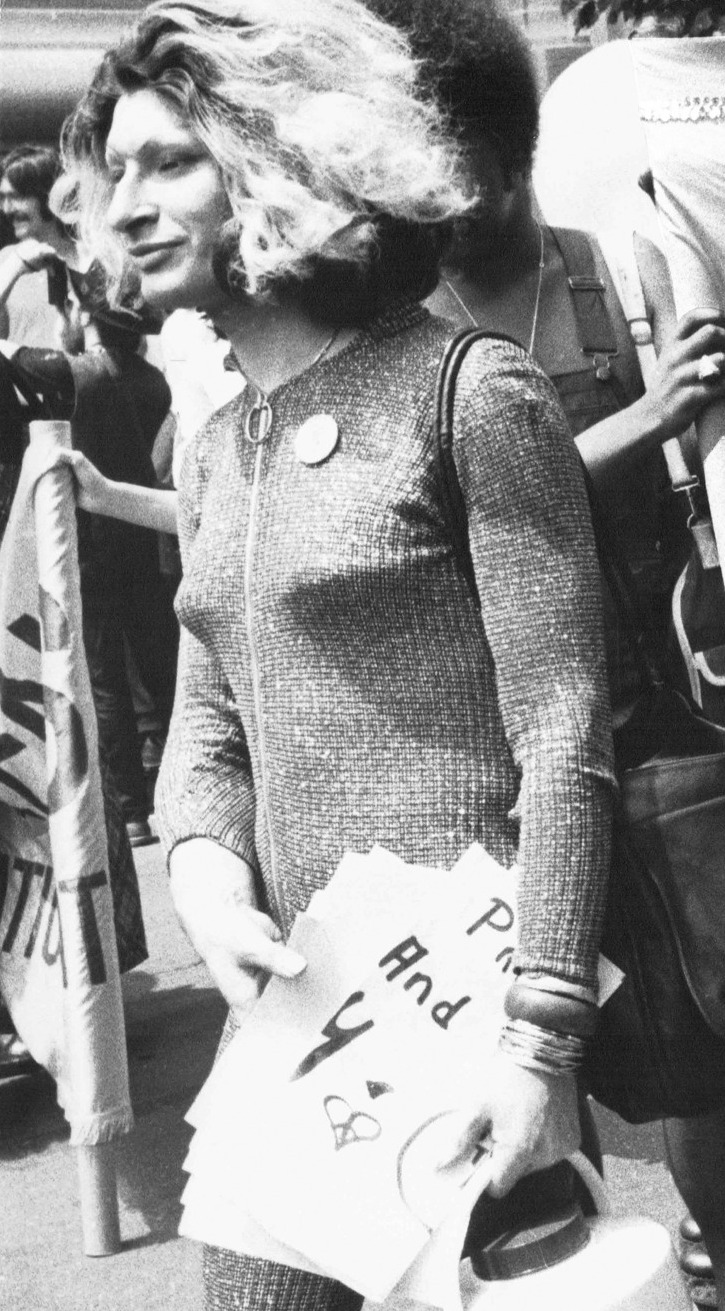
Sylvia Rivera

Sylvia Rivera (New York, 2 juli 1951 – New York, 19 februari 2002) was een Amerikaanse activist voor homo- en transgenderrechten. Rivera identificeerde zichzelf als dragqueen en was lid van het Gay Liberation Front, dat direct na de Stonewall-rellen werd opgericht.  

## Biografie

### Jeugd
Rivera was van Venezolaanse en Puerto Ricaanse komaf en groeide op in New York, waar ze het grootste gedeelte van haar leven woonde. Haar vader verliet al snel het gezin en haar moeder pleegde zelfmoord toen Rivera drie jaar oud was. In de jaren erna werd Rivera opgevoed door haar Venezolaanse grootmoeder, die haar vrouwelijke gedrag afkeurde. Rivera werd thuis geslagen toen ze met make-up en andere kleding experimenteerde. Op 11-jarige leeftijd vluchtte Rivera van huis en ging de straatprostitutie in. Uiteindelijk werd ze opgevangen door de plaatselijke gemeenschap van dragqueens, die haar de naam Sylvia gaven. Een van hen was de activist Marsha P. Johnson, die ze later als ‘een moeder’ omschreef.

### Activisme
Vanaf 1970 streed Rivera – die toen achttien jaar oud was – niet alleen voor de rechten van homoseksuelen, maar ook voor de inclusie van dragqueens, waar zij zelf onderdeel van uitmaakte. Samen met Johnson richtte ze Street Transvestite Action Revolutionaries (STAR) op, gericht op dakloze jongeren met een homoseksuele, gendernon-conforme of transgenderachtergrond.
Datzelfde jaar sloot ze zich op 18-jarige leeftijd aan bij de Gay Activists Alliance (GAA), waar ze zich jarenlang voor in heeft gezet. Door haar eigen ervaringen met drugs en dakloosheid behartigde ze vooral de belangen van hen die in de steek werden gelaten door de maatschappij en de mainstream homogemeenschap. Riviera streed onder meer voor mensen van kleur en lhbti-personen die in armoede leefden. Dit deed ze geregeld samen met Johnson, waar ze hecht mee bevriend was.  

### Betrokkenheid bij de Stonewall-rellen
Op zaterdagmorgen 28 juni 1969 vonden de Stonewall-rellen in New York plaats. Nadat de politie een inval deed bij de kroeg ‘Stonewall Inn’, besloten de bezoekers van de lhbt-gemeenschap terug te vechten. Na afloop werd Marsha P. Johnson geprezen voor haar inzet tijdens de rellen. Ze zou een van de eersten geweest zijn die een fles of steen richting de politie gooide. Na de rellen vertelde Rivera dat ze ook aanwezig was bij Stonewall. De rellen omschreef ze bij journalist Eric Marcus als volgt:
To be there was so beautiful. It was so exciting. It was like, “Wow, we’re doing it! We’re doing it!” We’re fucking their nerves. They thought that they could come in and say, “All right, you get out,” and nothing was going to happen […] We’re throwing the pennies and everything is going really fab. The cops locked themselves in the bar. It was getting vicious. There was Molotov cocktails coming in.
Sommige historici betwijfelen echter of Rivera bij de Stonewall-rellen aanwezig was. Johnson stelde later in een interview dat Rivera in een park was ten tijde van de rellen. Andere getuigen bij de Stonewall Inn zeiden later ook dat Rivera niet aanwezig was. Bovendien waren Rivera’s uitspraken over die nacht tegenstrijdig met elkaar. Eerst zei Rivera dat ze nooit eerder in Stonewall geweest was, terwijl ze later verklaarde dat ze er geregeld kwam.

### Overlijden en nalatenschap

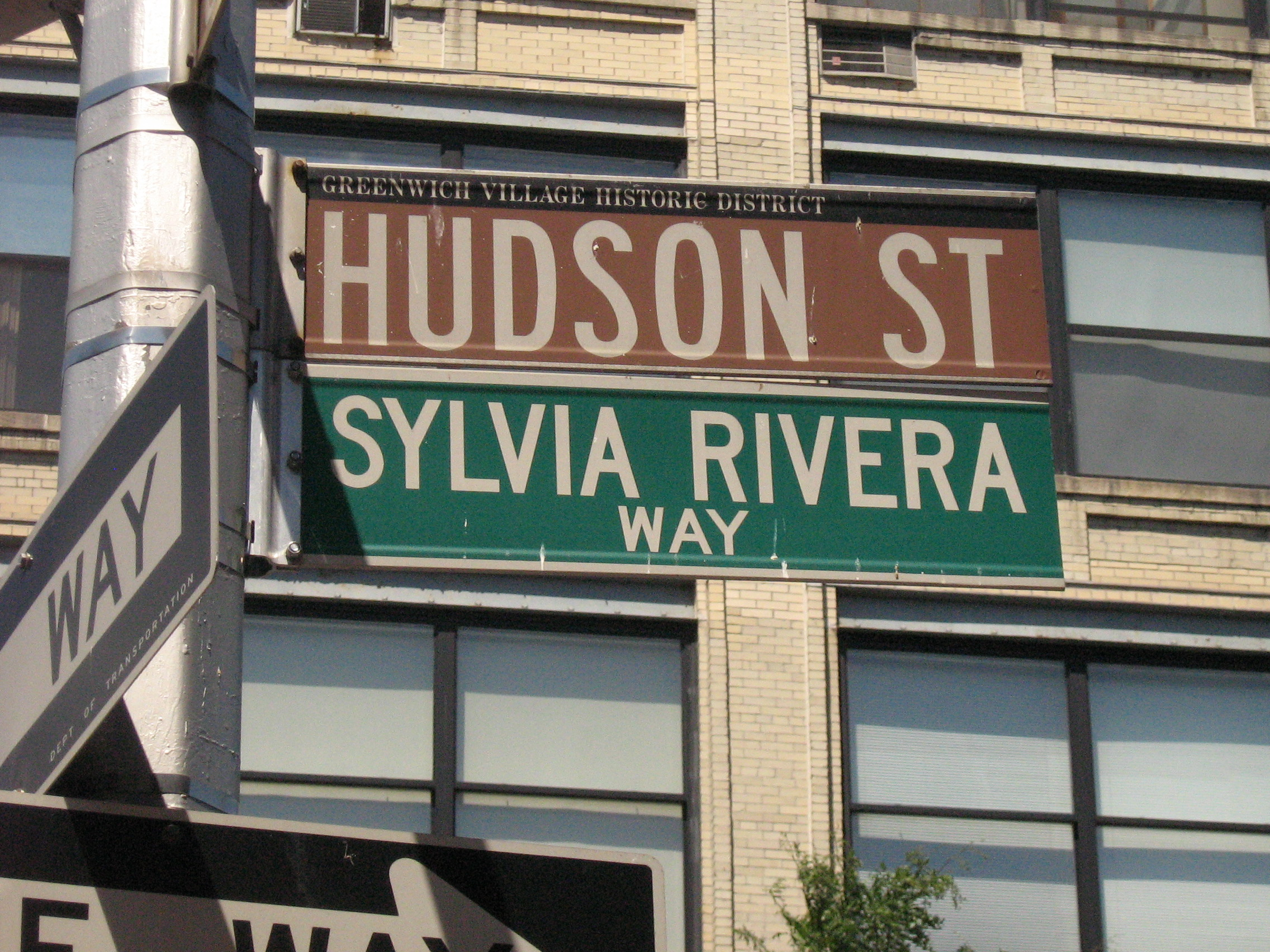
Ter ere van Rivera werd in de wijk Greenwich Village een straatnaam naar haar vernoemd in 2005.

Rivera overleed op 19 februari 2002 aan de gevolgen van leverkanker. Ze werd ook wel omschreven als de ‘Rosa Parks van de moderne transgenderbeweging’. Na Rivera’s dood werd in New York de organisatie ‘Sylvia Rivera Law Project’ opgericht, en heeft als missie dat iedereen de vrijheid heeft om de eigen genderidentiteit en genderexpressie te bepalen. In 2005 werd een straatnaam in de wijk Greenwich Village naar haar vernoemd, vlak bij de plek waar de Stonewall-rellen plaatsvonden.
Transgenderactivist en dichter Chrysanthemum Tran betoogde in 2018 dat het niet relevant is wie er al dan niet bij aanwezig was tijdens de rellen. Zowel Johnson als Rivera zouden niet alleen geprezen moeten worden voor hun inzet tijdens de Stonewalldagen, maar voor hun levenslange inzet en activisme.
In mei 2019 werd aangekondigd dat Rivera en Johnson geëerd worden met een eigen monument in Greenwich Village.
- Biblioteca Nacional de España: XX5525242
- International Standard Name Identifier: 0000 0004 5394 1007
- Library of Congress Control Number: no2016144394
- SNAC: w6gg1mfn
- Système universitaire de documentation: 26263564X
- Virtual International Authority File: 112144648561682135975
- WorldCat: E39PBJxH4V6K8Y8FdMRGrhmTpP